# Arnie Muñoz
Arnaldo Rafel "Arnie" Muñoz (nacido el 21 de junio de 1982 en Mao) es un lanzador dominicano que jugó en las Grandes Ligas de Béisbol. Actualmente se encuentra lanzando con el equipo Petroleros de Minatitlán en la Liga Mexicana.

## Carrera
Muñoz hizo su debut en Grandes Ligas en 2004 con los Medias Blancas de Chicago en una apertura contra los Expos de Montreal. Fue un desastre; Muñoz permitió once carreras en tres entradas (nueve fueron en el segundo inning) para empatar en la tercera posición de todos tiempo en mayor número de carreras permitidas en un debut en Grandes Ligas. Sin embargo, Muñoz al menos no fue el lanzador perdedor, ya que los Medias Blancas hicieron un increíble comeback (vinieron de atrás), erminando el juego finalmente 17-14. Muñoz volvió a los menores, y luego regresó en septiembre, lanzando bastante bien como relevista.
El contrato de Muñoz fue comprado por los Nacionales de Washington en septiembre de 2007. Muñoz se convirtió en el lanzador izquierdo especialista en relevos cortos de los Nacionales después de que el equipo canjearan a Ray King a los Cerveceros de Milwaukee.
Antes del inicio de la temporada 2008, no estaba seguro si los Nacionales lo utilizarían como zurdo especialista. Aunque no estaban en el roster de 40 jugadores, tanto Muñoz como y Ray King fueron invitados a los entrenamientos de primavera. Sin embargo, Muñoz fue asignado al equipo Doble-A, Harrisburg Senators de la Eastern League al final de la pretemporada. Se convirtió en agente libre al final de la temporada, no jugó en 2009.
A partir de 2010, Muñoz está lanzando para los Petroleros de Minatitlán de la Liga Mexicana.